# Gildo
Gildo was een Berbers-Romeinse generaal in de provincie Mauretania, in het noorden van het huidige Marokko en Algerije. Hij leidde de zogenaamde Gildonische opstand van Berbers tegen de Romeinen en was voor een korte periode heerser van een onafhankelijk Berberse rijk in noordelijk Afrika. Zijn naam betekent zoiets als heerser/koning in de Lybico-Berberse taal. Het hedendaags Berberse woord voor koning, Agellid, is eraan verwant. 
Gildo werd geboren in een rijke Mauretanische familie. Zijn vader Nubel, was een officier in het Romeinse leger. Toen zijn broer Firmus in 375 in opstand kwam tegen Valentinianus I, koos Gildo de zijde van de keizer. Voor zijn loyaliteit werd Gildo beloond met een enorme hoeveelheid aan grond en financiën, die eerder aan de verslagen Firmus hadden toebehoord.
In 386, benoemde Theodosius I hem tot Comes van de provincie Africa en tot Magister utriusque militiae per Africam. Gildo regeerde over de provincie met een hoge mate van onafhankelijkheid. Na de dood van Theodosius, zag Gildo zijn status enorm stijgen: na de opsplitsing van het rijk in een westelijk en oostelijk deel, werd zijn provincie opgezadeld met de rol van graanschuur voor Rome. Een rol die eerder werd gevuld door het vruchtbare Egypte. Toen hij zich in 397 onafhankelijk verklaarde en dreigde zich aan te sluiten bij het oostelijke deel van het rijk, ontstond er paniek in Rome. Het verliezen van haar graanschuur zou een catastrofe zijn voor de stad. Rome riep hem uit tot vijand van de staat en startte een oorlog tegen hem.
Het was zijn eigen broer Mascezel die hem uiteindelijk met een inferieur Gallisch leger zou verslaan. In gevangenschap pleegde hij zelfmoord, door zichzelf op te hangen.